# سیمیاردشت
سیمیاردشت، روستایی از توابع بخش رودبار شهرستان شهرستان قزوین(الموت) در استان قزوین ایران است.

## جمعیت
این روستا در دهستان رودبار محمد زمانی قرار دارد و براساس سرشماری مرکز آمار ایران در سال ۱۳۸۵، جمعیت آن ۲۳ نفر (۷خانوار) بوده‌است.